# Kinthup
Kinthup est un explorateur lepcha de Darjeeling ou du Sikkim né en 1849 et mort en 1915 à Darjeeling.
Il est connu pour son dévouement sans faille aux diverses expéditions de cartographie des régions inconnues du Tibet dans les années 1880.
Laurence Waddell, qui l'a rencontré en 1892, le décrit comme suit :
« [Kinthup] est un homme actif, trapu, de taille moyenne et d'âge moyen, avec un regard de détermination obstinée dans ses traits robustes et battus par les intempéries... Son teint n'est pas plus brun foncé qu'un Italien basané. Son visage est imberbe à l'exception d'un ou deux poils éparpillés sur sa lèvre supérieure... J'ai souvent entendu sa voix à la poitrine profonde crier clairement depuis le sommet d'une colline à quelques kilomètres de là. »

## Biographie
Dans les années 1870, la destination de la rivière Tsangpo (parfois orthographiée Sanpo) est inconnue. Certains ont émis l'hypothèse que c'est le même fleuve qui se jette dans le golfe du Bengale sous le nom de Brahmapoutre (également connu sous le nom de Dihang). Pour résoudre ce mystère, le gouvernement colonial de l'Inde envoie un explorateur, Nem Singh, ou Namsring (Nyima Tsering) alias GMN, pour suivre le Tsangpo et déterminer sa destination finale. GMN est accompagné d'un lepcha sikkimais nommé Kinthup. Après avoir arpenté une bonne partie du fleuve, les deux hommes retournent en Inde. 
En 1880, un lama mongol est engagé pour poursuivre le travail de GMN, et Kinthup est de nouveau engagé pour l'accompagner. En 1880, il doit tester la théorie concernant le Brahmapoutre en libérant 500 rondins spécialement marqués dans la rivière à une heure convenue à laquelle le capitaine Henry Harman, son patron britannique, a posté des hommes sur le Dihang-Brahmapoutre pour surveiller leur arrivée. Cependant, en mai 1881, à proximité du village de Tongyuk Dzong, le lama mongol vend Kinthup à un dzongpon comme esclave. Le matériel d'arpentage et les cahiers de Kinthup sont confisqués et il reste esclave jusqu'en mars 1882, date à laquelle il a finalement réussi à s'échapper. 
Reprenant son enquête sur la rivière, il suit la gorge vers le sud et rejoint un monastère à Pémako jusqu'à ce qu'il soit retrouvé par les serviteurs de son ancien maître et de nouveau vendu pour 50 roupies après 10 jours de négociation à l'abbé en chef du monastère de Marpung Gompa. Il est bien traité par son nouveau maître et obtient plusieurs congés sous prétexte de faire des pèlerinages religieux. Cela lui donne l'occasion de préparer 500 bûches et d'envoyer une lettre à Harman de Lhassa annonçant son nouveau calendrier prévu. Il a également fait plusieurs longues randonnées enregistrant l'étendue du Tsangpo et de la région environnante, et a déterminé que les deux rivières étaient en effet une seule et même rivière. Après quinze mois de servitude au monastère, il obtient sa liberté par l'abbé, et peut enfin lancer les bûches de son expérience. Cependant, Harman quitte l'Inde entre-temps et la lettre de Kinthup n'est pas lue,. 
Kinthup retourne en Inde en novembre 1884, quatre ans après son départ. Etant illettré, ce n'est que deux ans plus tard que son récit est  mis en forme par Ugyen Gyatso, et même alors ses récits extraordinaires sont mis en doute par certains géographes. Son accomplissement n'est reconnu qu'en 1913, lorsque Frederick Marshman Bailey et Henry Morshead valident ses affirmations. Il est amené à la convention de Simla où il reçoit une médaille et meurt en 1915 à Darjeeling.
Le capitaine Hugh Trenchard déclare à son sujet : « Son récit a été confirmé de la manière la plus remarquable, et nous sommes maintenant en mesure d'établir la prétention de Kinthup à un record honorable dans les annales du Survey of India (en), qu'il a servi avec tant de zèle et de dévouement au devoir ». 
Ce n'est que 30 ans plus tard que l'exploration Bailey-Morshead des gorges de Tsangpo confirme de manière concluante sa découverte.